# Alberto Bottari de Castello
Alberto Bottari de Castello (Montebelluna, 5 de julho de 1942 – Treviso, 13 de julho de 2025) foi um clérigo italiano, arcebispo emérito e diplomata da Santa Sé.

## Carreira
Alberto Bottari de Castello foi ordenado sacerdote pela Diocese de Treviso em 11 de setembro de 1966. Depois de se formar na Pontifícia Academia Diplomática, trabalhou em várias nunciaturas apostólicas, incluindo uma no Zaire. Papa Paulo VI concedeu-lhe o título honorário de Capelão de Sua Santidade (Monsenhor) em 27 de fevereiro de 1976.
Em 18 de dezembro de 1999, o Papa João Paulo II o nomeou Arcebispo Titular de Foratiana e Núncio Apostólico na Gâmbia, Guiné, Libéria e Serra Leoa. O Papa o consagrou pessoalmente como bispo em 6 de janeiro de 2000 na Basílica de São Pedro; Os co-consagradores foram os arcebispos curiais Giovanni Battista Re e Marcello Zago.
Em 1º de abril de 2005, tornou-se Núncio Apostólico no Japão. Papa Bento XVI nomeou-o arcebispo titular de Opitergium em 8 de dezembro de 2007. Em 6 de junho de 2011 foi nomeado Núncio Apostólico na Hungria. Em dezembro de 2017, ele se aposentou.

## Morte
Alberto morreu no dia 13 de julho, aos 83 anos, em Treviso, Itália.